# Mariana Popova

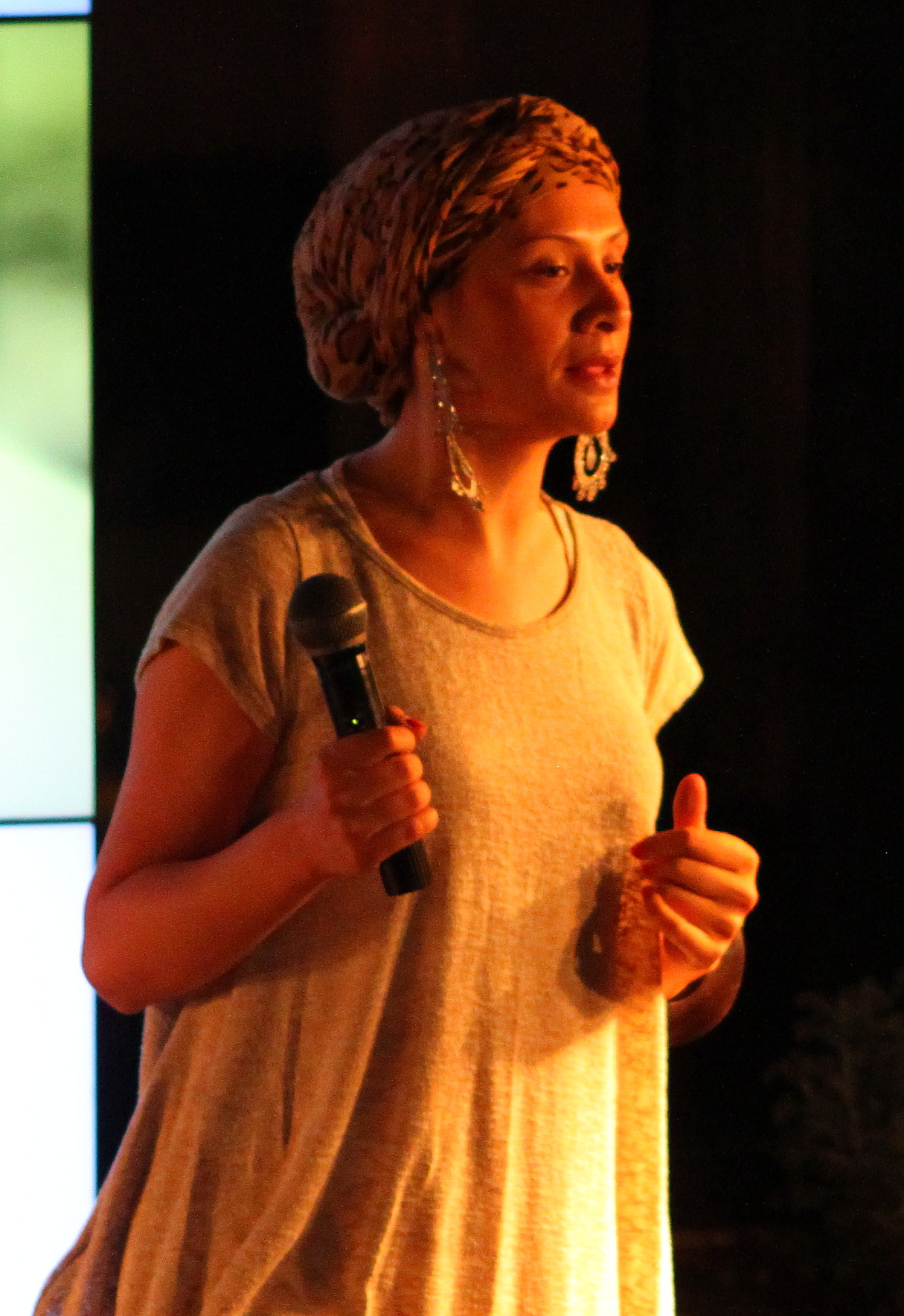
Mariana Popova

Mariana Popova (Bulgaars: Мариана Попова) (Sofia, 6 juni 1978) is een Bulgaarse zangeres.

## biografie
Mariana Popova werd geboren in Sofia en sinds haar elfde studeerde ze muziek. Later werd dit uitgebreid met modern en jazz ballet en in 1996 werd zij prominent lid van de groep Cocomania wat ze tot in 2000 deed.

## Eurovisiesongfestival
Ook de Bulgaren moesten op 11 maart 2006 hun stem uitbrengen en een opvolger zoeken voor de groep Kaffe om Bulgarije te laten deelnemen aan het Eurovisiesongfestival. Het nummer "Let me cry" van Mariana Popova kreeg 24% van de stemmen en werd haar ticket naar het Eurovisiesongfestival 2006. Daar moest ze al als 2de aantreden, de zogenaamde No hope place, en ze maakte die plaats waar door 17de te eindigen.